# 金馬昭郎
金馬 昭郎（きんば あきお、1927年8月18日 - 2019年4月15日）は、日本の実業家。京阪電気鉄道社長、会長などを務めた。

## 来歴
大分県大分市出身。大分県立大分上野丘高等学校、東京大学第二工学部土木工学科卒業。1951年4月、京阪電気鉄道に入社。主に技術畑を歩み、1977年から取締役、常務、専務を経て1992年から副社長。1995年から社長に就任。京阪神急行電鉄（1943年に阪神急行電鉄と京阪電気鉄道が合併して発足。企業としては現在の阪急阪神ホールディングス）から京阪電鉄が再分離した後に入社した、初の社長となった。社長時代は子会社の整理など事業の構造改革に取り組んだ。2001年に社長を退任。尚、後任の社長の佐藤茂雄も同郷・大分県出身である。その後は同社会長、2003年に同社相談役を務めた。2019年4月15日、死去。91歳没。この日は1910年4月15日の京阪電鉄創業から109年目の日であった。

## 栄典
- 1995年11月 藍綬褒章
- 2000年11月 勲二等瑞宝章[4]
- 2019年4月　正四位